# Molo
Molo – budowla hydrotechniczna - pomost albo nasyp ziemny obramowany nabrzeżami,  wysunięty w morze (a także rzekę lub inny zbiornik wodny) prostopadle albo ukośnie do brzegu, przystosowany do obsługi statków oraz ruchu pojazdów albo ruchu pieszego lub do obsługi jednostek sportowych i statków pasażerskich.
Najdłuższe betonowe molo znajduje się w Southend-on-Sea, w Anglii. Ma 2158 metrów długości.

Wybrane mola
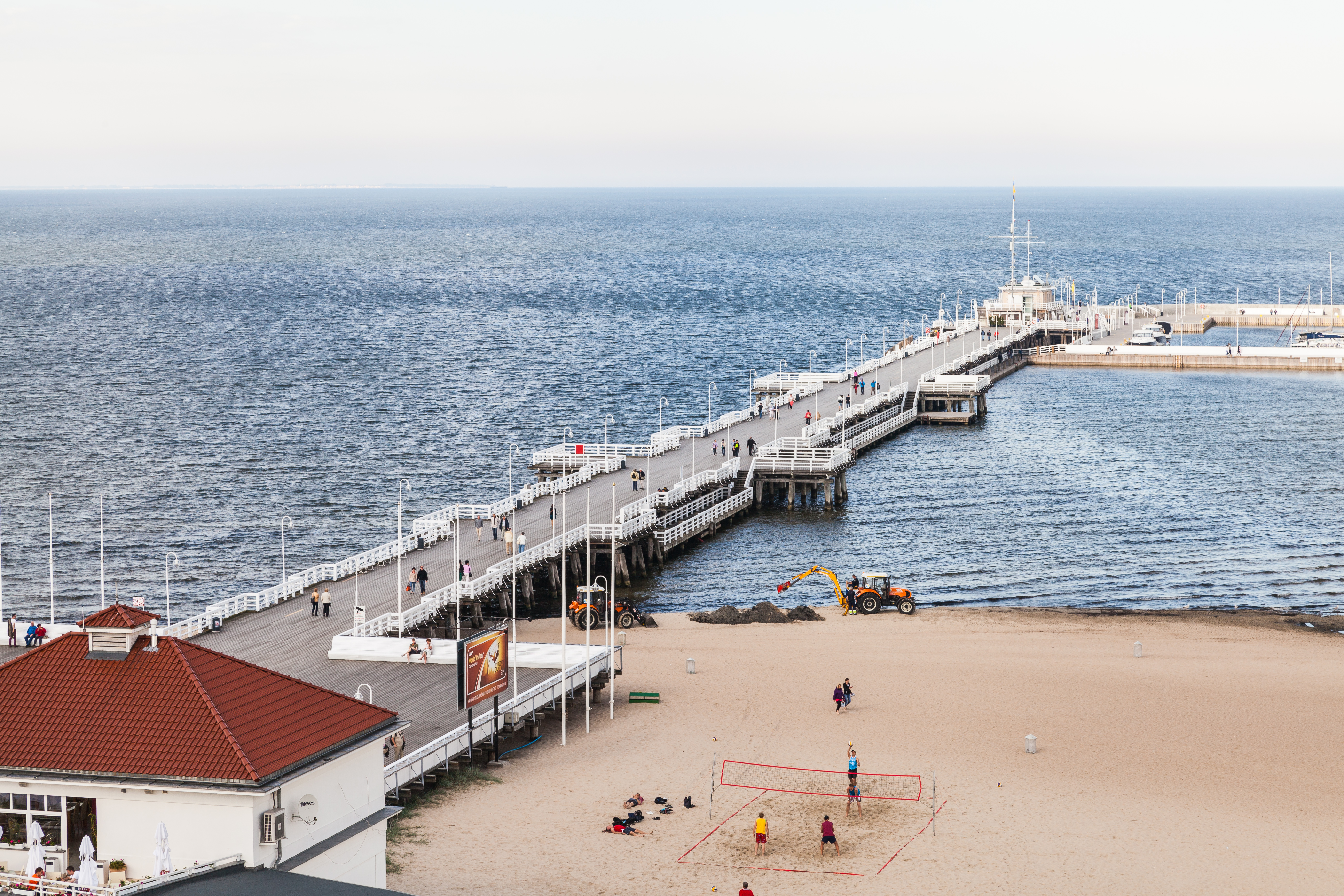
Molo w Sopocie
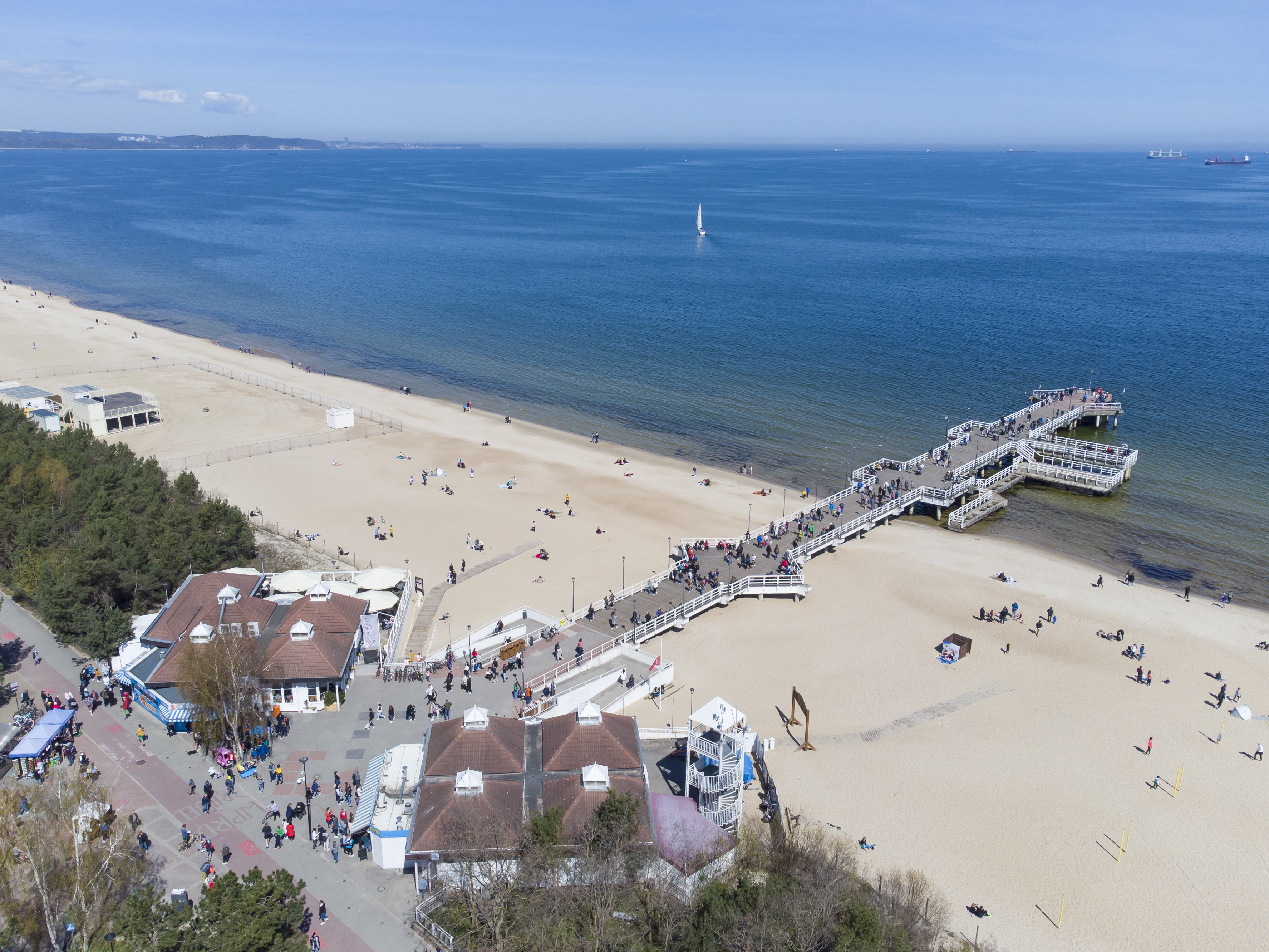
Molo w Gdańsku Brzeźnie
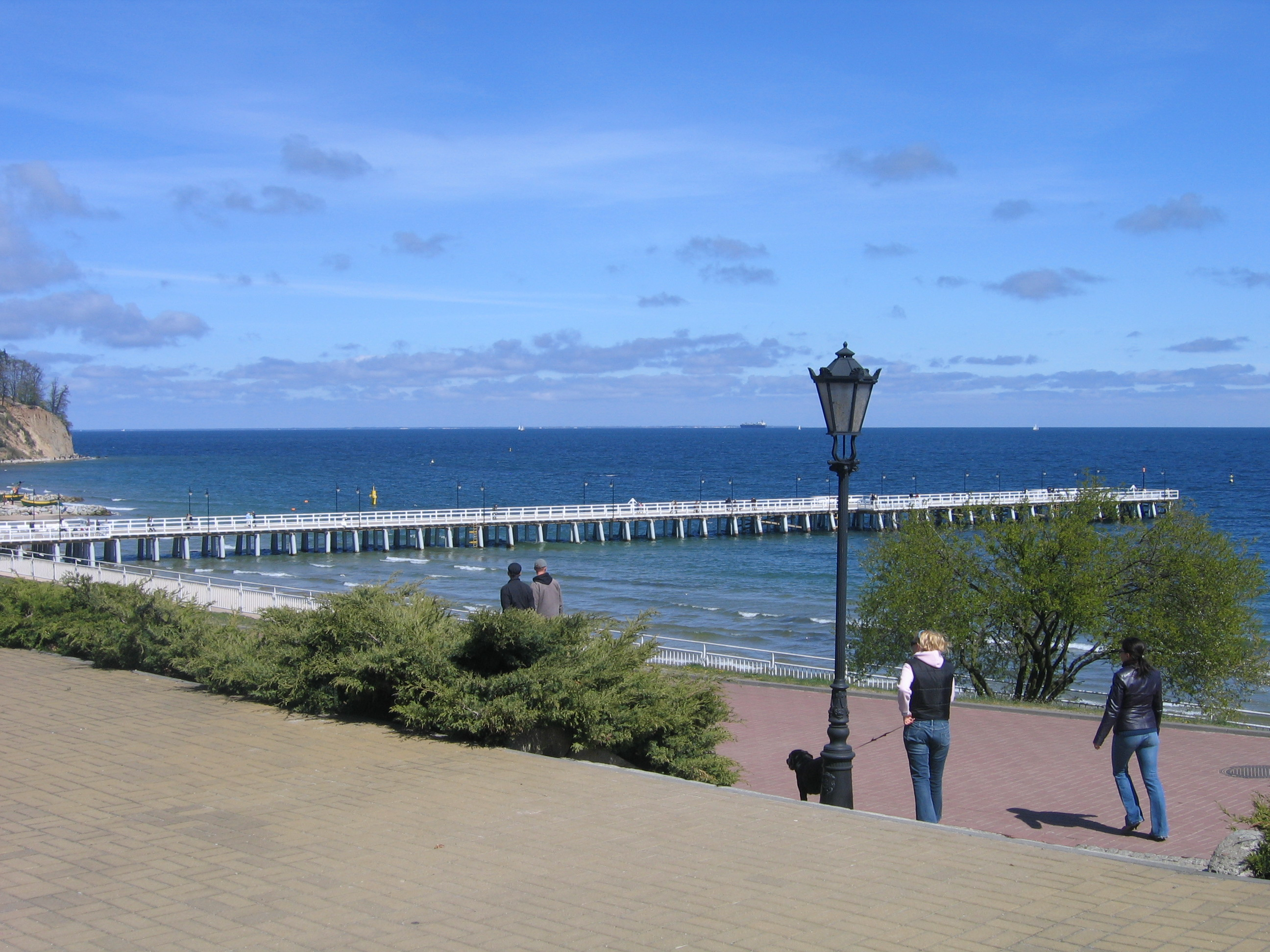
Molo w Gdyni Orłowie
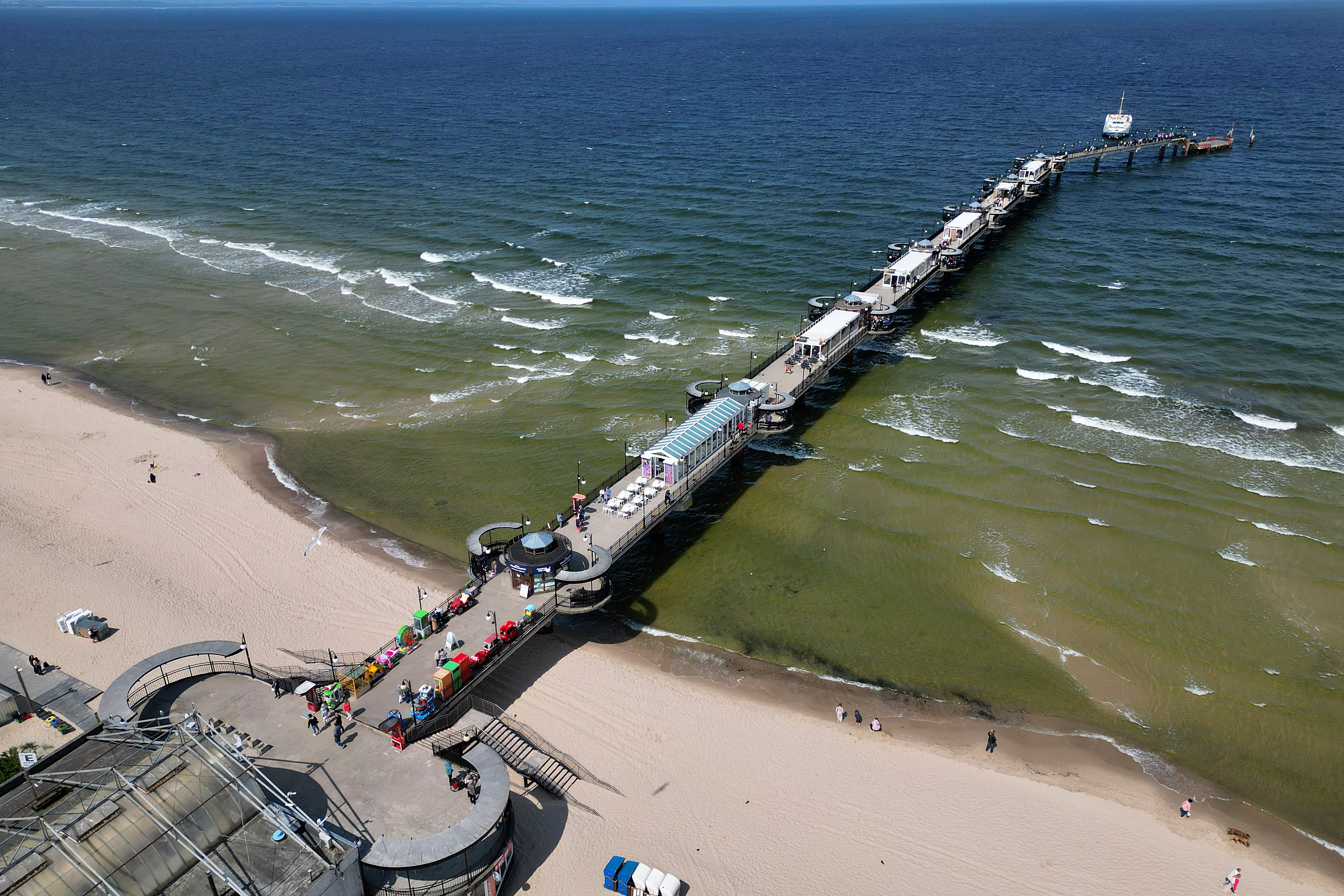
Molo w Międzyzdrojach
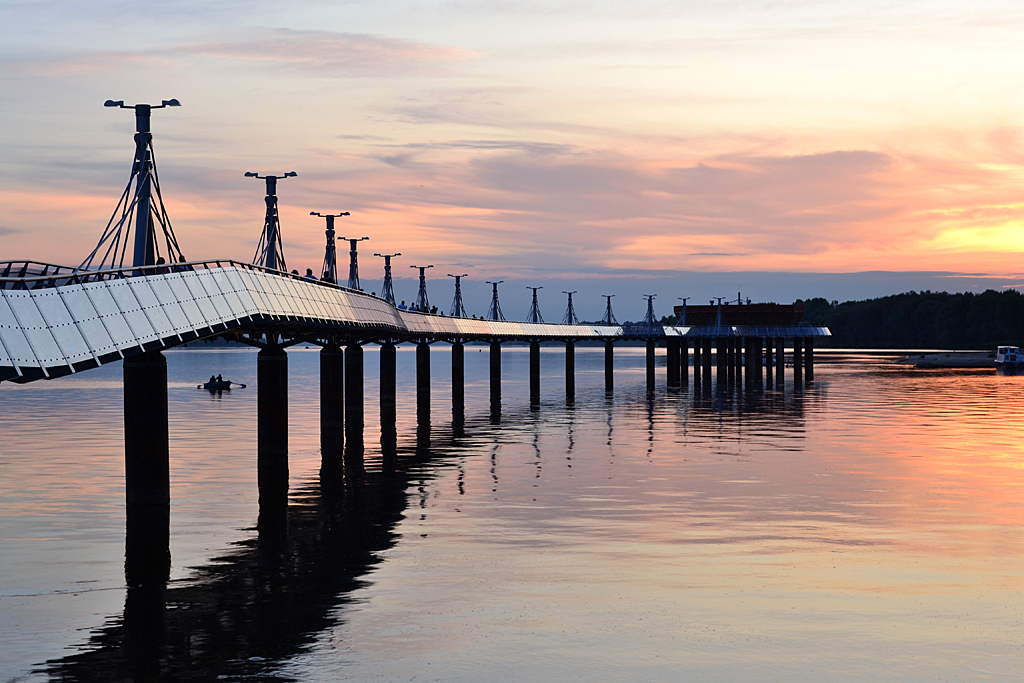
Molo w Płocku
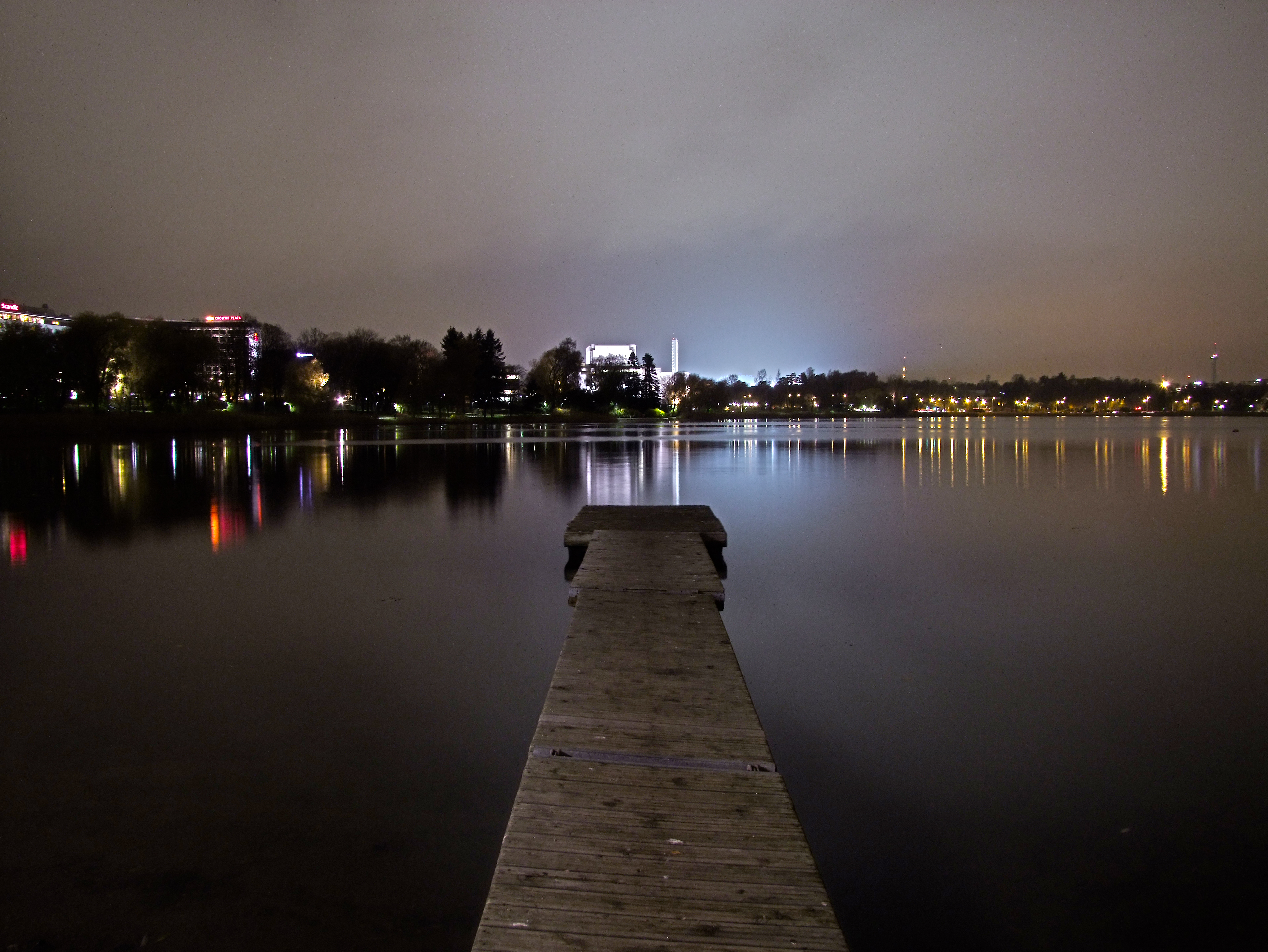
Töölönlahti, Helsinki